# Frizzle Fry
 (avril 2018).
Si vous disposez d'ouvrages ou d'articles de référence ou si vous connaissez des sites web de qualité traitant du thème abordé ici, merci de compléter l'article en donnant les références utiles à sa vérifiabilité et en les liant à la section « Notes et références ».
Albums de Primus
Suck on This
(1990) Sailing the Seas of Cheese
(1991)
Singles
1. John the Fisherman
Sortie : 17 mai 1990
2. Too Many Puppies
Sortie : 26 juillet 1990
3. Mr. Knowitall
Sortie : 1990

Frizzle Fry est le premier album studio du groupe de rock américain Primus, publié en mai 1990 chez Caroline Records.
De cet album sont extraits trois singles. Le premier — également premier succès du groupe —, John the Fisherman, sort en mai 1990. Suivent, la même année, Too Many Puppies et Mr. Knowitall.
Frizzle Fry est remastérisé en 2002, alors que l'édition originale est épuisée depuis des années, et publié par Prawn Song Records (en). Cette édition inclut une piste supplémentaire, nommée Hello Skinny / Constantinople, une reprise des titres éponymes du collectif d'artistes américain The Residents, issus de leur album Duck Stab/Buster & Glen de 1978.
Le titre John the Fisherman est utilisé dans le jeu vidéo Guitar Hero II (2006).

## Liste des titres
Toutes les paroles sont écrites par Les Claypool, toute la musique est composée par Primus et Todd Huth (mélodies de guitare).
| 1.    | To Defy the Laws of Tradition | 6:42 |
| 2.    | Groundhog’s Day               | 4:58 |
| 3.    | Too Many Puppies              | 3:58 |
| 4.    | Mr. Knowitall                 | 3:51 |
| 5.    | Frizzle Fry                   | 6:04 |
| 6.    | John the Fisherman            | 3:38 |
| 7.    | You Can’t Kill Michael Malloy | 0:26 |
| 8.    | The Toys Go Winding Down      | 4:35 |
| 9.    | Pudding Time                  | 4:09 |
| 10.   | Sathington Willoby            | 0:25 |
| 11.   | Spegetti Western              | 5:43 |
| 12.   | Harold of the Rocks           | 6:17 |
| 13.   | To Defy                       | 0:37 |
| 51:23 |                               |      |

| Titre bonus - Réédition remastérisée digipack (Prawn Song Records, 23 avril 2002) | Titre bonus - Réédition remastérisée digipack (Prawn Song Records, 23 avril 2002) | Titre bonus - Réédition remastérisée digipack (Prawn Song Records, 23 avril 2002) | Titre bonus - Réédition remastérisée digipack (Prawn Song Records, 23 avril 2002) | Titre bonus - Réédition remastérisée digipack (Prawn Song Records, 23 avril 2002) | Titre bonus - Réédition remastérisée digipack (Prawn Song Records, 23 avril 2002) | Titre bonus - Réédition remastérisée digipack (Prawn Song Records, 23 avril 2002) | Titre bonus - Réédition remastérisée digipack (Prawn Song Records, 23 avril 2002) | Titre bonus - Réédition remastérisée digipack (Prawn Song Records, 23 avril 2002) | Titre bonus - Réédition remastérisée digipack (Prawn Song Records, 23 avril 2002) |
| No                                                                                | Titre                                                                             | Durée                                                                             |                                                                                   |                                                                                   |                                                                                   |                                                                                   |                                                                                   |                                                                                   |                                                                                   |
| --------------------------------------------------------------------------------- | --------------------------------------------------------------------------------- | --------------------------------------------------------------------------------- | --------------------------------------------------------------------------------- | --------------------------------------------------------------------------------- | --------------------------------------------------------------------------------- | --------------------------------------------------------------------------------- | --------------------------------------------------------------------------------- | --------------------------------------------------------------------------------- | --------------------------------------------------------------------------------- |
| 14.                                                                               | Hello Skinny / Constantinople (Reprise de The Residents)                          | 4:49                                                                              |                                                                                   |                                                                                   |                                                                                   |                                                                                   |                                                                                   |                                                                                   |                                                                                   |
| 56:11                                                                             |                                                                                   |                                                                                   |                                                                                   |                                                                                   |                                                                                   |                                                                                   |                                                                                   |                                                                                   |                                                                                   |

## Crédits

### Membres du groupe
- Les Claypool : basse, contrebasse, contrebasse électrique, fiddle électrique, chant
- Larry « Ler » LaLonde : guitare électrique, guitare acoustique
- Tim « Herb » Alexander : batterie, percussions
- Todd Huth : guitare acoustique (additionnel)

### Équipes technique et production
- Production : Matt Winegar, Primus
- Arrangements : Primus
- Mastering : John Golden
- Ingénierie : Ron Rigler
- Ingénierie (second) : Matt Murman
- Design, photographie : Paul Haggard
- Photographie : Harold O, Tony Alves, Jim Thompson
- Artwork, illustration : Snap